# Плистарх (сын Антипатра)
Пли́старх (др.-греч. Πλείσταρχος) — македонский военачальник времен войн диадохов.
Плистарх родился между 350 и 340-ми годами до н. э. в семье знатного македонского военачальника Антипатра. В античных источниках его упоминают в качестве военачальника на службе своего брата македонского царя Кассандра. В 301 году до н. э. Плистарх руководил македонскими войсками во время решающей битвы при Ипсе. Впоследствии некоторое время управлял малоазиатскими провинциями Киликия и Кария.

## Биография
Плистарх родился между 350 и 340 годами до н. э. в семье военачальника и одного из ближайших придворных македонского царя Филиппа II Антипатра. У Антипатра было 11 детей: 4 дочерей и 7 сыновей. В источниках отсутствуют какие-либо сведения о жене или жёнах Антипатра. Предположительно их было несколько. Детство и юность Плистарх провёл при дворе своего отца в Пелле. Историкам ничего не известно об участии Плистарха в походах Александра. Если он и выполнял какие-либо поручения отца при жизни Александра, то его роль была незначительной.
Диодор Сицилийский упомянул Плистарха в связи с событиями 313/312 года до н. э., когда македонский царь Кассандр поручил ему руководить гарнизоном Халкиды на Эвбее. Миссия Плистарха потерпела неудачу, так как Халкида была захвачена военачальником Антигона Полемеем. Диодор Сицилийский при описании события не упоминает Плистарха. Несомненно, что тот выжил и, по всей видимости, смог бежать в Македонию либо в Афины, которые на тот момент находились под македонским контролем.
Древнегреческий географ II века Павсаний описал трофей, который воздвигли афиняне после победы в конном сражении над войском под командованием Плистарха. Г. Шефер предположил, что речь идёт о событиях 318 года до н. э. По мнению А. Грегори и Н. В. Ефремова, сражение при участии Плистарха возле Афин связано с событиями 304—303 годов до н. э. войны Кассандра с Деметрием Полиоркетом. Согласно данным эпиграфики Плистарх в 303 году до н. э. с войском находился в Арголиде. При приближении Деметрия Полиоркета он не смог организовать сопротивление и бежал. Официально свой побег он объяснил ночным видением Аполлона, который приказал ему вернуться в Македонию.
Плистарх в течение всей своей жизни был одним из наиболее близких и доверенных лиц своего брата царя Македонии Кассандра. В 302 году до н. э. тот поручил Плистарху возглавить направленное в Азию для поддержки сил коалиции диадохов, ведущих борьбу с Антигоном I, войско из двенадцати тысяч пехотинцев и пятисот всадников. Так как морские пути в проливе Геллеспонт находились под контролем сына Антигона Деметрия, Плистарх принял решение переправиться в Гераклею, где располагались войска Лисимаха, из Одессоса. Однако часть его судов попала в шторм, и Плистарх сам едва спасся после кораблекрушения. Согласно Диодору Сицилийскому, Плистарх «держась за обломки, был выброшен на берег едва живым. Он был доставлен в Гераклею и, оправившись от несчастья, отправился к Лисимаху на зимние квартиры, потеряв большую часть своей армии».
Во время решающей битвы при Ипсе 301 года до н. э. Плистарх руководил македонскими войсками. После победы ему в управление передали Киликию, а также, возможно, часть Карии, прибрежные районы Ликии, Памфилии и Катаонии. Существует несколько версий о том, почему Плистарх стал правителем этих земель. По одной версии Кассандр на правах победителя стремился создать в Азии некие подобия «буферных государств», не принимая над ними формального управления. По другой — Лисимах и Селевк специально создали некую «буферную» территорию между своими землями. Правление Плистарха оказалось недолгим. Уже в 299 году до н. э. в Киликии высадился со своими войсками Деметрий Полиоркет, который заручился поддержкой Селевка I. Ему удалось захватить сокровищницу в Киинде с 1200 талантами. Плистарх, вместо того, чтобы противостоять вторжению, отправился к брату, который поддерживал всех членов своей семьи, в Македонию с жалобами. После того как Деметрий завладел Киликией, он отправил к Кассандру свою супругу Филу, которая была сестрой македонского царя, с дипломатической миссией.
Между двумя правителями был заключён мирный договор. По одной версии убедила брата не начинать войну с Деметрием, по другой, более вероятной, начало военных действий в Малой Азии не отвечало интересам Кассандра. По результатам мирного договора Плистарх утратил контроль над Киликией. Однако Кассандр сумел «выхлопотать» брату Карию. Границы владений Плистарха неизвестны, так как историки приводят множество самых разнообразных версий. Сведения о правлении Плистарха в Карии весьма скудны. Один из городов Карии, возможно столичный город Плистарха, Гераклея у Латмоса был переименован в Плистархию, что было данью моде того времени. В город предположительно переселили македонских ветеранов Кассандра. В другом городе области Траллейсе Плистарху установили статую, а знаменитый врач Диокл Каристский посвятил ему свой труд. Также новый династ наладил чеканку собственной монеты. По всей видимости Плистарх потерял власть над Карией вскоре после смерти брата в середине 290-х годов до н. э. Возможно, Плистарх не пережил племянника и последнего царя из династии Антипатра Александра V, который был убит в 294 году до н. э. Отсутствие сведений об участии Плистарха, сына Антипатра, в борьбе за македонский престол даёт основания предположить, что к этому времени он уже умер. Следующим династом Карии стал македонский военачальник Евполем, который также участвовал в битве при Ипсе, а затем находился при дворе Плистарха. Соответственно Плистарх мог как умереть от естественных причин, так и быть убитым вследствие заговора со стороны Евполема.
Хоть роль Плистарха в войнах диадохов и его военные способности выглядят незначительными, он был представителем Антипатридов — одной из наиболее влиятельных семей конца IV — начала III веков до н. э. По всей видимости, Афиней упоминает данного персонажа, когда утверждает, что первая книга трактата «Гигиена» врача Диокла была адресована Плистарху. Также в городе Олба в Киликии была найдена надпись, которую датируют временем около 200 года до н. э., с указанием имени «Плистарх, сын Плистарха». Возможно, учитывая редкость имени, речь идёт о потомке, внуке или правнуке, Плистарха.

## В художественной литературе
Плистарх является одним из героев исторического романа Л. Р. Вершинина «Несущие смерть. Стрелы судьбы».